# Julie Harris (kostiumograf)
Julie Harris (ur. 26 marca 1921 w Londynie, zm. 30 maja 2015 tamże) – brytyjska kostiumografka filmowa. Laureatka Oscara za najlepsze kostiumy do filmu Darling (1965) Johna Schlesingera oraz Nagrody BAFTA za The Wrong Box (1966) Bryana Forbesa. Była pięciokrotnie nominowana do Nagrody BAFTA za najlepsze kostiumy.